# 利國偉
利國偉爵士，大紫荊勳賢，CBE，JP[?]（1918年8月5日—2013年8月10日），香港銀行家、政治家及教育家，1983年至1997年任恒生銀行董事長，1968年和1976年先後獲香港政府委任為行政及立法兩局非官守議員，1978年退出兩局後，於1983年至1988年再仕行政局，並於1982年至1997年任香港中文大學校董會主席。
1946年，利國偉在何添招攬下加入恒生，由低做起，拾級而上，1964年當上副總經理，後於1967年和1983年分別獲委任為總經理和董事長，服務滿51年，到1997年才告引退。在恒生工作多年的他曾於1965年銀行擠提風潮期間，代表恒生與英資滙豐銀行談判，達成恒生賣盤予滙豐的協議，從而避過結業倒閉的下場；1969年，他又倡導向外界推出恒生指數，該指數從此成為香港股市表現的參考指標，兩個決定對恒生均具深遠影響。
利國偉在政商界也甚具影響力，除了擔任兩局非官守議員以外，更在1988年至1991年受港府所託出任香港聯合交易所主席，對交易所實行大刀闊斧的改革。此外，在八十年代中英兩國展開香港前途談判期間，他曾協助財政司彭勵治爵士在1983年推出聯繫匯率制度，設法保住港元幣值以穩住香港人對前途的信心；他後來又於1984年隨兩局議員代表先後奔走中英兩國，拜會過中共領導人鄧小平和英國首相戴卓爾夫人，向他們表達港人對前途問題的看法。踏入九十年代，香港主權移交步入倒數階段，受中方重視的他還先後獲委任為港事顧問和香港特別行政區第一屆政府推選委員會委員等職。
利國偉也十分重視香港的教育發展，與中文大學的關係尤其密切，在擔任中文大學校董會主席以前，他早自1963年起出任該校校董會的首任司庫，多年來一直支持該校的發展。另外，在他的支持下，恒生商學書院和香港李寶椿聯合世界書院分別得以在1980年和1992年創校。利國偉在1976年到1989年間又先後擔任過港府教育委員會主席和教育統籌委員會主席，參與制定香港的教育政策，任內曾經歷1978年的金禧事件，以及在1988年富爭議性地落實港府提出中文大學「四改三」的方案。
憑藉其在政商界和教育界的表現，利國偉曾屢獲英廷授勳，並在1988年獲冊封爵士。1997年，他再獲新成立的香港特區政府頒授大紫荊勳章。儘管未曾接受大學教育，但包括中文大學和香港大學在內的多家本地和海外專上院校均曾向他頒授榮譽博士學位，對他的成就予以肯定。

## 生平

### 早年生涯
利國偉籍貫廣東開平赤水鎮水井坑村，1918年8月5日生於澳門，父母分別名利樹培（1893年－1964年）和梁蕙卿。利樹培字耀世、號植庭，曾經在港經商，是香港著名鴉片煙商利希慎的堂弟，因此利希慎也是利國偉的堂伯。利希慎之子利銘澤為利國偉的疏堂兄，曾任行政立法兩局非官守議員；而利國偉的另一位疏堂兄利孝和同樣是利希慎之子，跟利銘澤一樣在港經商，於1967年參與創立香港電視廣播有限公司。利樹培家族雖與利希慎家族具血緣關係，但雙方交往不多。
利國偉是家中長子，有三弟一姊，分別名利錦桓、利錦光、利錦輝和利婉雲。利國偉自幼隨家人返回香港生活，少時入讀敦梅學校，後升讀聖若瑟書院。1937年至1940年，尚未畢業的他加入在港開設分行的國華銀行任職見習生，由低做起。他在國華銀行刻苦工作，更練得單憑手指便可分辨偽鈔的技巧。1941年12月8日，日軍隨太平洋戰爭爆發而揮軍香港，觸發香港保衞戰。同月25日，香港失守淪陷，為持續三年零八個月的日治時期揭開序幕。香港淪陷期間，利國偉主要在澳門和中國大陸活動，至1945年香港重光，英國恢復對香港的管治後，他才返港生活。

### 恒生銀行
1946年，利國偉在何添引薦下加入恒生銀號，擔任會計，又負責處理海外黃金買賣。恒生銀號由林炳炎、何善衡、梁植偉和盛春霖四名華商在1933年出資創立於上環永樂街，而何添則在同年加入銀號擔任要職，從事法定貨幣和黃金方面的業務。事實上，早在國華銀行任職期間，利國偉已經因為工作關係認識何添，並得到他的賞識。及至香港淪陷期間，在何添向何善衡等恒生創辦人大力舉薦下，身在澳門的利國偉雖未正式加入恒生，但已獲邀在當地協助處理恒生業務，到戰事結束後再正式加入恒生。此外，利國偉的胞弟利錦桓後來也獲招攬到何善衡創辦的大昌行擔任董事，另一胞弟利錦輝則同樣在恒生擔任要職。
憑藉其銀行業背景，再加上通曉英語，利國偉加入恒生後甚得何善衡和何添等倚重。恒生最初只屬小型的找換店，並不是正式銀行，但利國偉加入恒生的時候，正值中國大陸政局動盪和經濟紊亂的時期，當時中華民國在二戰結束後濫發金圓券，造成貨幣大幅貶值；恒生即看準時機，大力開拓外幣兌換業務，成功使業務乘時急速擴張。1952年，恒生向港府註冊成為私人有限公司，由何善衡任董事長、何添任總經理，正式開展商業銀行業務。翌年，恒生總行由1945年以來使用的皇后大道中181號自置物業，遷入位於皇后大道中163號的全新總行大廈。
這時期的利國偉在恒生拾級而上，他在1950年升任助理經理、1953年出任副經理、1957年任經理、以及在1964年任副總經理。何善衡每每到歐美考察，均必帶同利國偉隨行翻譯。1960年，恒生銀號改組為公共有限公司，並正式易名為恒生銀行，利國偉即獲委任為該行首批董事之一。除了恒生的工作，利國偉還開始身兼美麗華酒店企業等多家公司的董事職務，並在日後進一步出任希慎興業副主席，以及新世界發展、邵氏兄弟（香港）、上海實業控股和九巴控股等多家公司的董事。

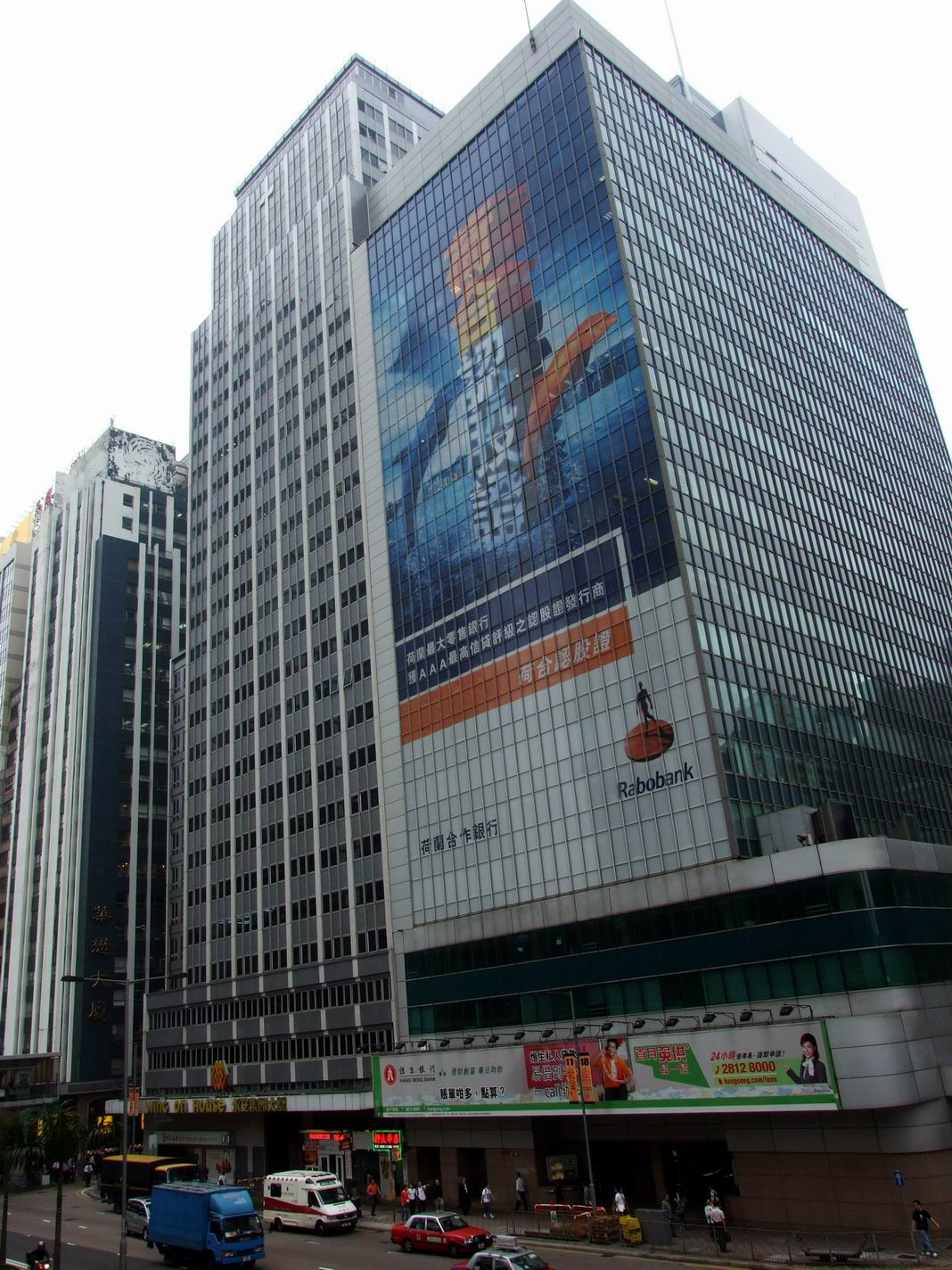
1962年落成的恒生大廈（右）曾經是恒生銀行的總行大廈，現已改名為盈置大廈

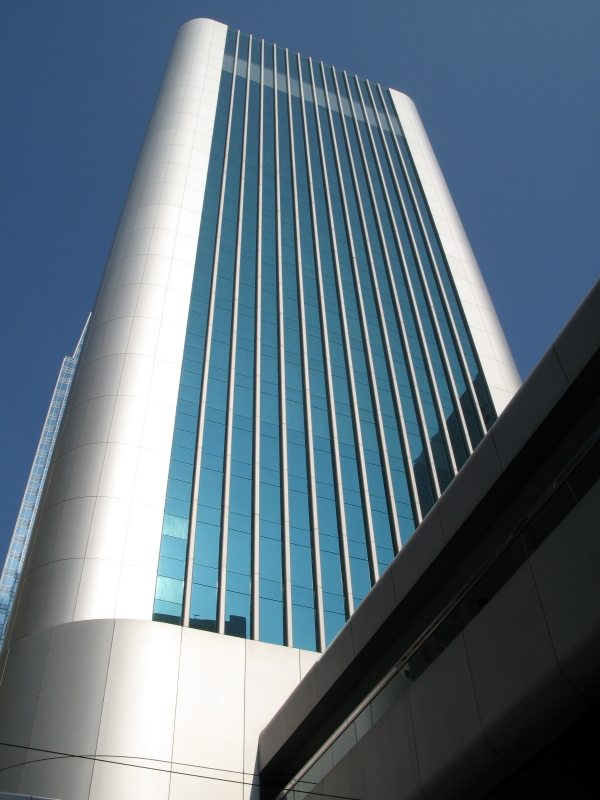
1992年落成啟用的恒生銀行總行大廈

自改組為公共有限公司後，恒生步入六十年代初繼續穩步發展。1962年，位於德輔道中77號的恒生大廈落成啟用，作為恒生全新的總行大廈，該座大廈樓高22層，一度是全香港最高的摩天大廈，標誌著恒生在本地華資銀行界佔一重要席位。可是，緊隨著風光繁華而來的，卻是恒生歷史上最嚴峻的挑戰。1965年1月，香港發生明德銀號擠提倒閉事件，雖然明德銀號只屬於小規模的華資銀行，但事件卻造成公眾恐慌，引起漣漪效應，使擠提風潮席捲多家華資銀行。繼明德銀號後，另一家華資的廣東信託銀行在2月出現擠提，最終被接管，而恒生等多家華資銀行也首當其衝，相繼出現擠提。
局面平復一段短時間後，坊間在1965年4月初再度傳出對恒生不利的流言，人心虛怯下，恒生出現大規模的擠提潮。4月5日，恒生在一天內被客戶提走8,000萬港元存款，佔上存款總額的六分之一，銀行累積損失2億港元，陷入破產邊緣。4月8日，董事長何善衡迫於無奈下，在緊急董事會會議上決定把恒生賣給自擠提風潮以來便一直給予支持的英資滙豐銀行，並指派通曉英語、時任副總經理的利國偉全權負責洽談。賣盤建議在翌日得到時任財政司郭伯偉（後為爵士）首肯後，利國偉立即與滙豐方面展開談判，終促成恒生在4月12日作價5,100萬港元售出51%股權予滙豐，滙豐隨後進一步把控股權增持至62.14%。
恒生賣盤予滙豐的決定，使之避過了結業倒閉的下場，但何善衡等痛失恒生的控股權，使之從此成為滙豐的附屬銀行，這對何善衡、何添和利國偉等而言，是經營恒生多年以來最悲痛且無可奈何的決定。雖然如此，滙豐入主恒生後，繼續保留恒生的華資銀行色彩，滙豐主席桑達士（後為爵士）除了只派出四名董事入局外，還讓何善衡、何添和利國偉等繼續打理恒生，主持大局，造就了滙豐與恒生之間微妙的從屬關係。
1967年，利國偉接替何添出任恒生銀行總經理，1976年進一步兼任副董事長，以及在1983年接替退休的何善衡兼任恒生執行董事長。他在1987年卸下總經理的職務，但仍繼續擔任執行董事長到1996年，後再留任非執行董事長到1997年為止。在擔任總經理和董事長任內，利國偉積極拓展銀行業務，較重要的舉措包括在1969年倡導和向外界推出恒生指數，使該指數從此成為香港股市表現的參考指標，和在1972年促成恒生在股份超額認購近29倍的情況下於香港交易所上市。此外，他又於1981年成功取得在地鐵車站開設分行的專營權、在1984年收購永安銀行、以及大幅擴充本地的分行網絡。1992年，位於德輔道中83號、規模更大的全新總行大廈，也在他的見證下落成啟用。隨著中國大陸在八十年代實施「改革開放」，恒生在利國偉的主持下還部署重返大陸，1985年率先在深圳開設代表處，後來也相繼在廣州和上海開立分行。
1997年底，服務恒生滿51年、年近80歲的利國偉卸任董事長一職，由艾爾敦接任，正式退下火線，但仍留任董事，並旋於1998年初獲委任為名譽董事長。2004年，利國偉正式退出董事局及辭任名譽董事長，但有見他多年來對恒生發展影響深遠，因此再獲委任為名譽資深顧問，足見與恒生銀行關係匪淺。除恒生以外，利國偉也曾在1978年至1984年兼任滙豐銀行非執行董事、1984年至1992年改任滙豐銀行董事局顧問、和在1991年至1997年任滙豐控股董事局顧問。

### 公職生涯

#### 香港前途
早在六十年代初，在銀行界嶄露頭角的利國偉已開始受到香港政府注意，委以公職，當中包括租務法庭委員、民航諮詢委員會委員、香港彩票管理委員會委員和主席、旅遊業協會董事、以及公務員薪俸委員會委員等，並曾多次率領貿易代表團外訪。1968年7月，利國偉獲香港總督戴麟趾爵士委任為立法局非官守議員，任內關注金融和經濟事務，而且順應當時「中文運動」的興起，在1970年率先在局內提出中文應該和英文一樣成為香港的法定語文。除此之外，他在局內供職期間又擔任過香港心臟基金會主席、香港腎臟基金會主席和亞洲防盲基金會副主席等多個與醫療健康事務相關的公職。曾經多次暫任行政局非官守議員的利國偉，在1976年進一步獲時任港督麥理浩爵士正式任命入行政局，惟到1978年8月，利國偉以健康理由辭任兩局議員職務。
1983年8月，利國偉獲港督尤德爵士邀請第二度返回行政局擔任非官守議員，是少有兩度加入行政局的非官守議員。他的第二段任期正值中英兩國政府就香港前途問題展開談判，面對談判和香港前景不明朗，香港人信心受到動搖，引發信心危機。1983年9月，港元兌美元匯率急跌，引發市民恐慌，市面更出現搶購白米等日用品的情況。在得到利國偉協助下，時任財政司彭勵治爵士迅速採取行動，在同年10月宣佈實施聯繫匯率制度，將港元跟美元掛勾，從而穩住港元幣值。
另外，利國偉還與時任行政局首席非官守議員鍾士元爵士和立法局首席非官守議員鄧蓮如（後為女男爵）一同被中方視作私下就香港前途問題斡旋的對象之一。在時任香港中文大學校長馬臨教授穿針引線下，利國偉隨鍾士元和鄧蓮如兩人自1983年8月起定期密會中方的新華社香港分社社長許家屯，就前途問題交換意見，及探討三人訪問北京的可行性，而密談內容均由鍾士元負責向港督尤德匯報。連串的密談，促成三人後來在1984年6月底應邀訪京，反映港人意見。期間，他們首先會晤國務院港澳辦秘書長魯平，隨後於6月23日在人民大會堂拜會中共領導人鄧小平、港澳辦主任姬鵬飛、副主任李後、李鍾英和魯平。
然而，利國偉一行三人的訪京之旅並不順利，首先，中方最初反對三人以兩局非官守議員名義訪京，幾經交涉，三人最後只好單方面宣佈以有關名義訪京；其次，鄧小平一接見三人的時候，若有所指地對他們以個人身份訪京表示歡迎，但鍾士元隨即強調他們是以行政立法兩局議員的身份訪京，言詞間雙方顯得針鋒相對；其三，三人向鄧小平表達港人對香港前途感受到的憂慮後，於6月25日返港召開記者會。會上，三人表示鄧小平在會晤中不相信他們真正反映香港人的意見，也不相信香港出現信心危機，有關言論旋即引起軒然大波。中方除了反駁鍾士元等的說法，澄清鄧小平沒有說過不相信香港人有信心危機的言論外，還斥責鍾士元等是「孤臣孽子」。兩局與中方一度就事件爭持不下，雙方最後在報章同時發表各自記錄的會談內容，由公眾自行判斷。
步入中英談判尾聲，利國偉在1984年11月30日隨兩局議員代表團前赴英國，首先拜會外交大臣賀維爵士，然後於12月5日會見首相戴卓爾夫人，設法敦促英方與中方就香港前途問題達成協議時，務必保障港人利益。12月5日和12月10日，兩局議員代表團還先後出席國會下議院和上議院有關香港前途問題的辯論，以了解上下兩院的立場，然後才啟程回港。12月19日，英國首相戴卓爾夫人與中國總理趙紫陽在北京人民大會堂正式簽署《中英聯合聲明》，香港主權在1997年移交中國遂成定局。可是《中英聯合聲明》當時未能向港人提供充足信心，從民意調查顯示，只有16%受訪者對《聯合聲明》感到放心，76%受訪者持保留態度，另有三成受訪者認為鄧小平提出的「一國兩制」行不通，反映港人對中英協議抱有懷疑。
雖然曾經遭中方斥責，但利國偉在香港步入主權移交前的過渡期當中，始終與中方維持良好關係。1994年5月，他獲中方委任為第三批港事顧問之一；到1996年11月，他進一步獲委任到香港特別行政區第一屆政府推選委員會，代表「工商及金融界」，成為400名推選委員的其中之一。儘管缺乏廣泛代表性，但推選委員會仍舊在同年12月選出董建華為香港特別行政區首任行政長官，並選出臨時立法會的60名議員。1997年7月1日，香港主權由英國移交中國、特區政府正式成立，標誌著香港150多年的英國殖民地管治謝幕。

#### 金融改革
1988年再一次退出行政局後，利國偉繼續參與社會公職，並把焦點投放到他本身專長的金融事務。1987年10月，香港爆發股災，期間香港聯合交易所宣佈停市四日，引起廣泛爭議。事後，港督衛奕信爵士（後為勳爵）委任英國金融業專家戴維森（Ian Hay Davison）來港研究改革證券業，隨後發表的《戴維森報告書》除了促成港府於1989年設立證券及期貨事務監察委員會以外，還提出對聯交所作出大幅改革。
在這個背景下，利國偉在1988年10月至1991年12月受任空降接掌聯交所主席一職，著手應港府指示改革聯交所。當時，本地證券行大多以「T+1」作為交收日數，與海外證券行的「T+3」不同；因此，為聯交所訂定一個中外經紀都接受的交收日數安排，成為他上任後的其中一項重要改革。有見及此，他曾經多番前往英國與當地業界展開談判和遊說，最終成功爭取聯交所無需跟隨國際做法，以中間落墨的形式採用「T+2」作為交收日數。此外，利國偉在改革聯交所架構的過程中，又確立了聯交所在處理新股上市申請方面的監管權和審批權，經過與時任證監會主席區偉賢（Robert Owen）的多番交涉，利國偉最終還成功為聯交所爭取從證監會取得上市申請的最終否決權。

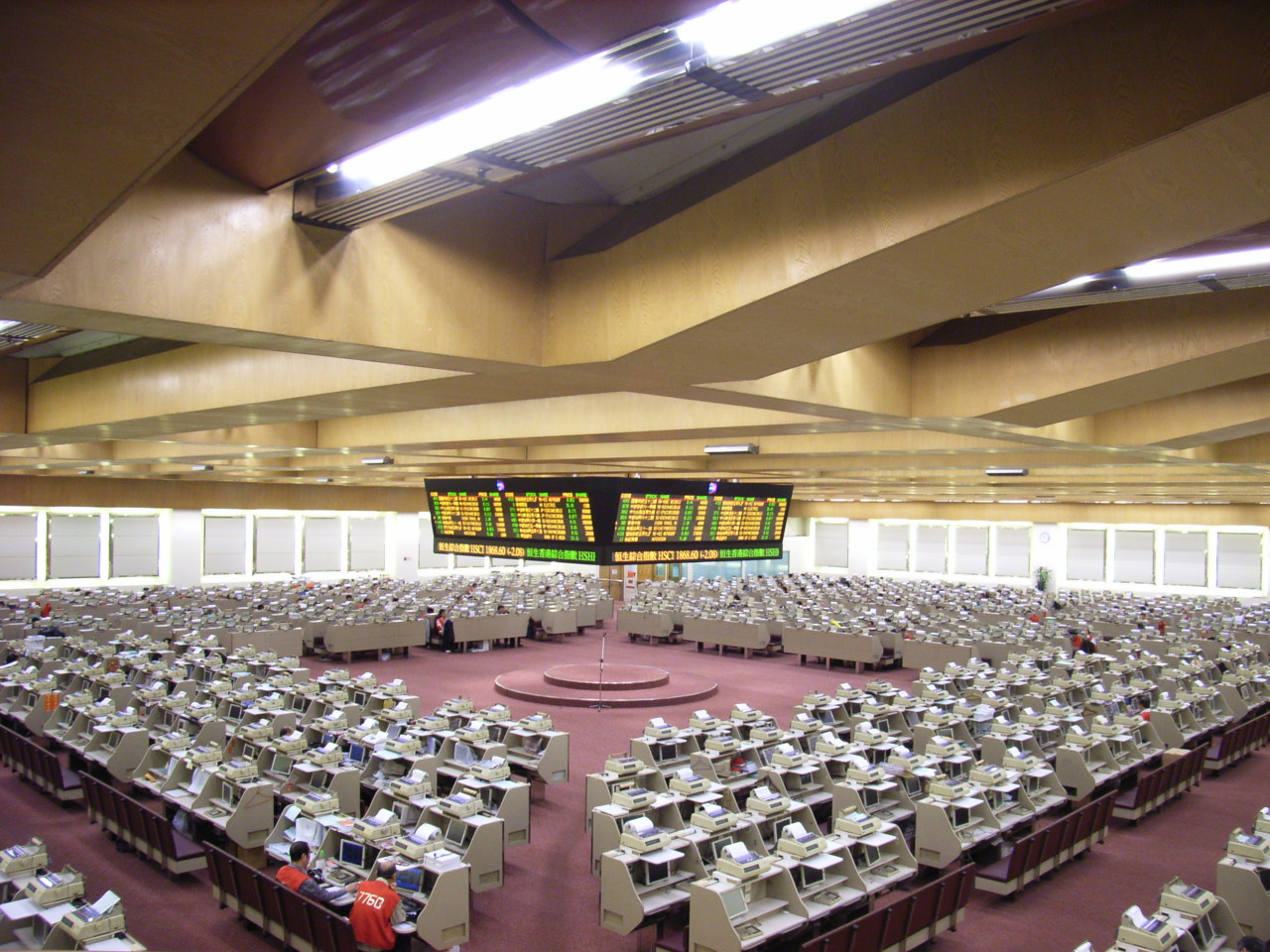
利國偉爵士在1988年至1991年受港府指派出任香港聯合交易所主席

1993年4月，港府設立金融管理局，負責強化監管香港日益成熟的金融市場。在金融界具相當聲望的利國偉旋獲委任為金融管理局轄下外匯基金諮詢委員會其中一名委員，就港府外匯基金資產方面的管理提供意見，對金融管理局的初年運作提供支持。利國偉在外匯基金諮詢委員會供職兩年有多，到1995年9月才告退任。另外，由1991年到1997年間，利國偉曾任香港銀行學會會長，並在1992年至1997年應末任港督彭定康（後為勳爵）的邀請，擔任總督商務委員會成員。
為表彰他在擔任眾多公職方面的表現，利國偉除了早於1964年11月20日獲港府奉委為非官守太平紳士外，還屢獲英廷授勳，當中包括在1969年獲授OBE勳銜、1977年獲授CBE勳銜、以及在1988年獲勳爵士勳銜。1997年7月1日香港特別行政區成立後翌日，他更成為首批獲特區政府頒授大紫荊勳章的人士之一，以肯定他在推動香港主權移交方面的表現。

### 教育工作

#### 高等教育發展
在本身的金融和銀行事務以外，利國偉多年來還特別關注香港的高等教育發展。憑藉其恒生銀行背景，他早於1963年獲港府委任為香港中文大學校董會首任司庫兼財務委員會主席，為當時一切都尚待規劃的中文大學管理財政和制訂財務政策，對中文大學的初年發展起重要影響。此外，他還兼任過中文大學的校址籌建委員會委員、大學聯合薪俸委員會委員和大學合辦電腦計算中心管理委員會主席等職，負責跟進沙田馬料水校址的發展計劃、處理富爭議性的大學教職員薪酬改革、以及主導大學合辦電腦計算中心的工作等。利國偉在任大學司庫近20年之久，到1982年10月獲港府任命接替簡悅強爵士出任中文大學校董會主席兼榮譽學位委員會委員。他在校董會主席任內經歷馬臨教授、高錕教授和李國章教授三任校長，見證中文大學的急速擴展，到1997年10月才告卸任。
在利國偉的推動下，中文大學與恒生銀行建立起密切的關係，大學校園內的多項設施均與恒生銀行及其元老有關，當中包括何添樓、何善衡工程學大樓和2006年草創的中文大學新成員善衡書院等。利國偉自己為中文大學捐建的設施，也包括以父親命名的崇基學院學生宿舍利樹培堂、善衡書院內的學生宿舍利國偉堂、以及利國偉法律圖書館等。1994年11月，利國偉還進一步獲委任為中文大學終身校董，以表揚他自大學創校以來不斷給予的支持和擔任各項要職方面的表現。
除了中文大學的工作，利國偉還自1970年起長年擔任香港大學校董、1972年出任香港理工學院（香港理工大學前身）創校校董及首任司庫、1987年出任以推廣教育和研究為宗旨的尤德爵士紀念基金信託委員會首任主席、以及在1992年為新成立的尤德學者協會擔任名譽顧問。此外，利國偉在1976年獲時任港督麥理浩爵士委任接替胡百全出任教育委員會主席，任內就港府於1978年落實九年免費教育提供意見，並曾協助港府處理在同一年發生的金禧事件。事件中，利國偉支持教育司署對被指內部管理混亂的天主教金禧中學採取「封校」的決定，但認為署方不應解僱揭露校方管理問題和率領學生罷課抗爭的16名老師。

#### 教統會主席
1981年4月，港府應經濟合作發展組織的建議，宣佈成立一個以英國文化協會前會長呂衛倫爵士為首的四人國際顧問團，負責全盤檢討香港的教育制度。在一年時間當中，國際顧問團詳細審視香港的教育情況，並兩度訪問香港會見各界人士和實地視察，了解學生的學習情況，而身兼教育委員會主席的利國偉，則兼任國際顧問團的特別顧問。1982年11月，國際顧問團正式發表《呂衞倫報告書》，對香港的整體教育政策、考試制度、高等教育、中小學、幼稚園、持續教育、特殊教育、教師組織和人力需求等各方面均作出分析和提出意見。其中，報告的最直接影響，是促使港府按報告書的建議，在1984年2月設立教育統籌委員會，作為原有教育委員會之上政府最重要的教育諮詢組織，就整體教育政策的發展向政府提出實質建議。

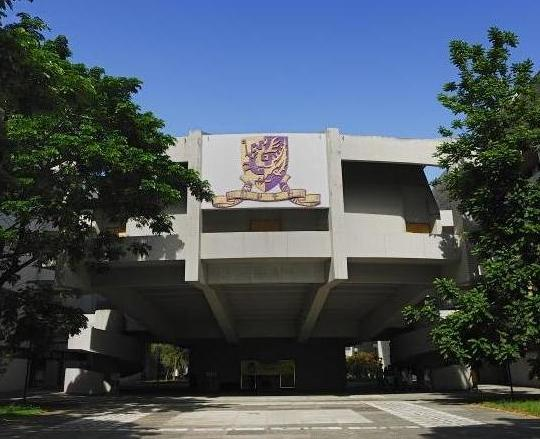
利國偉爵士在1988年發表的《教育統籌委員會第三號報告書》支持香港中文大學落實「四改三」

本身在1983年卸任教育委員會主席的利國偉，旋於1984年4月獲港府委任為教統會首任主席。在教統會主席任內，他先後在1984年10月、1986年8月和1988年6月發表教統會第一號、第二號和第三號報告書，內容參考了《呂衞倫報告書》的建議，除了提出研究推動母語教學，又促成香港公開進修學院（香港公開大學前身）在1989年成立。不過，利國偉在教統會任內最大的爭議，要算他在《教統會第三號報告書》中支持港府提出香港中文大學「四改三」的建議。
有關「四改三」的爭議，由來已久。中文大學自1963年創校以來，一直採用「四年制」學制，與香港大學的「三年制」不同。早於1977年，港府已首度建議中文大學由「四年制」改為「三年制」，認為此舉可以擴充大學學額，以及簡化及統一中文大學與香港大學的收生政策。然而，「四改三」方案在當時遭到中大師生的強烈反對，迫使港府在翌年承諾擱置計劃。
可是，中文大學「四改三」的爭論踏入八十年代始終揮之不去。到1988年6月，利國偉發表《第三號報告書》，支持港府的「四改三」方案後，港府對中文大學落實「四改三」的態度顯得更為堅決。鑑於利國偉同時身兼教統會主席和中文大學校董會主席，因此角色顯得相當尷尬，有輿論更批評他未有捍衛中文大學的核心價值。面對輿論壓力，他解釋落實「四改三」不單是出於財政原因，另一原因是港大與中大學制不同，而中大又實施「暫取生制度」，把好的中六學生優先取錄，對只招收中七畢業生的港大不公。不過，他也坦言「建議有政治、財政、社會、教育理由」，暗示報告書受到港府的壓力而支持「四改三」。
雖然利國偉嘗試遊說中大師生接受「四改三」，但建議依舊引起師生的強烈反響。就在《第三號報告書》發表後不久，約3,000名中大師生在1988年6月26日於校園本部的邵逸夫堂舉行大會，反對《第三號報告書》，並要求港府撤回「四改三」方案；同年10月，約千名中大師生又趁立法局辯論報告書，前往中環遮打花園集會請願；到12月2日，中大師生還在首學期最後一個上課日發起罷課，在校園本部的林蔭大道舉行露天的反對「四改三」大會，以示堅決反對大學學制更迭。該次集會逾4,000人參加，更是中文大學創校以來最多人參與的集會。
面對中文大學師生的強烈反對，港府始終不為所動。1989年1月，行政局正式接納《第三號報告書》的建議，意味中文大學「四改三」勢在必行。經過一番糾纏，大學及理工教育資助委員會以停止撥款為要脅，迫使中文大學就範，中大校方結果只好在同年接受把大學學制由「四年制」縮減為「三年制」的安排，而在利國偉爭取下，港府又同意延至1990年才正式落實「四改三」。中文大學「四改三」塵埃落定後，利國偉終告在1989年12月卸任教統會主席一職，由范徐麗泰接任，但諷刺的是，「四改三」爭議沒有因為中文大學改制而止息。在改制後多年，中文大學師生一直有聲音要求「三改四」，爭取重新引入「四年制」學制。經過多年發展，特區政府在2009年實施「新高中學制」後，包括中文大學在內的所有本地全日制大學終在2012年由「三年制」學制統一改為「四年制」學制。

#### 興學與推動學術

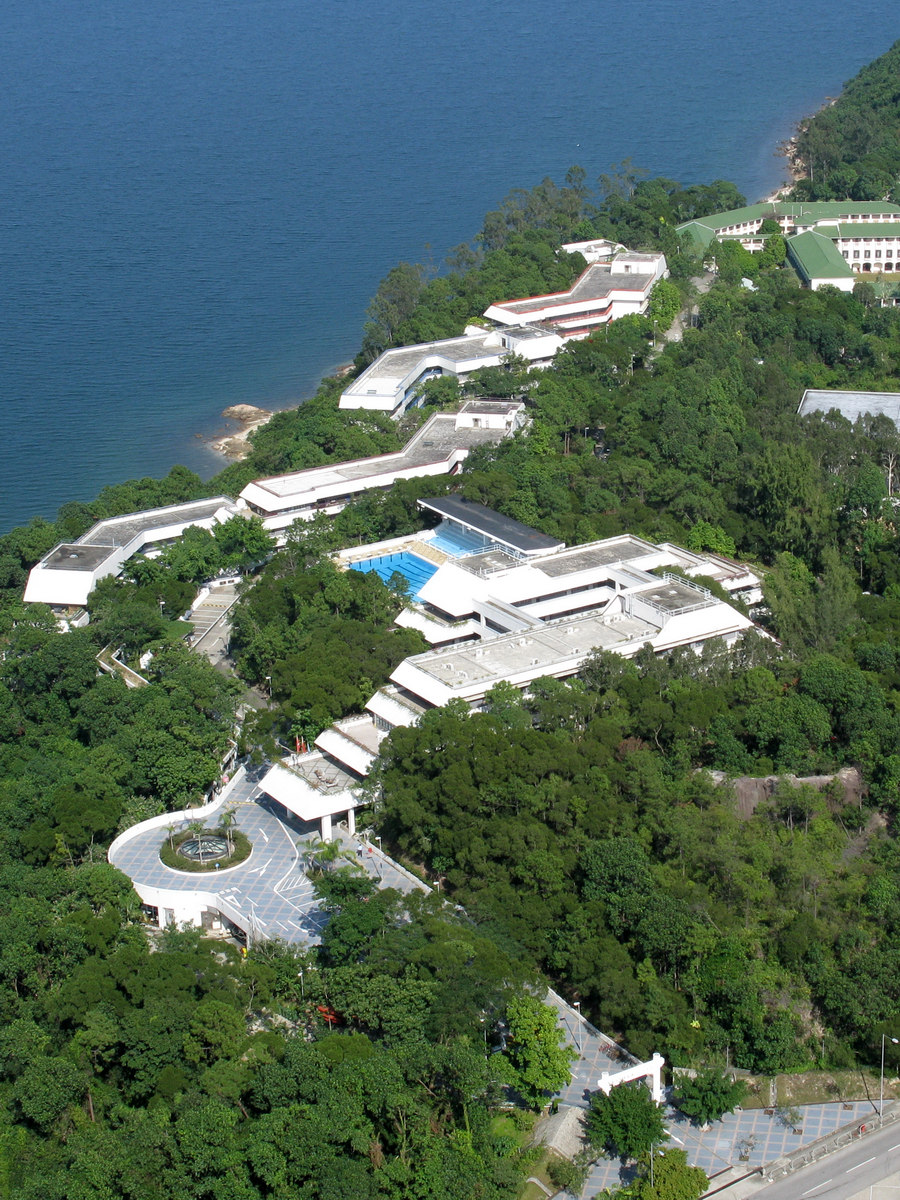
利國偉爵士促成李寶椿聯合世界書院在1992年創校

另一方面，利國偉不單參與香港的高等教育發展，還著手興辦學校，他在七十年代響應恒生銀行董事長何善衡的號召，與其他恒生元老促成恒生商學書院在1980年創校，以培育工商管理專才為目標，而位於沙田小瀝源的校址，更是由利國偉向港府爭取得來。利國偉在書院創校後旋獲委任為創校校監兼校董會副主席，多年以後，書院於2010年起由恒生管理學院取代。
此外，利國偉早在七十年代初已支持聯合世界書院運動，捐款資助香港學生入讀海外的聯合世界書院。踏入八十年代，他與殷商李寶椿後人李兆增於1987年至1988年進一步倡議聯合世界書院在香港建校，幾經斡旋，終獲得港府批出馬鞍山西沙路一處土地作為校址，促成香港李寶椿聯合世界書院在1992年創校。利國偉一直關注任李寶椿聯合世界書院的發展，並自1992年起擔任首任校董會主席，至2000年卸任，同年改任校董會名譽主席。
1990年，本身喜愛收藏古玩的利國偉還促成美國的亞洲協會在香港設立中心，是該會首個設於美國國土以外的分會，以促進中西學術文化交流為宗旨。亞洲協會香港中心設立後，利國偉即任中心首任主席，為中心的早年運作奠定基礎，至1994年才由殷商陳啟宗接任。利國偉此後繼續關注和支持中心的發展，中心在2012年遷入屬於歷史建築的金鐘正義道前域多利軍營軍火庫作為新會址後，除了邀請他到新會址參觀，又特別把會址其中一個展廳命名為利國偉廳，以酬謝他多年來對中心的支持和影響。
儘管未曾接受過大學教育，利國偉憑藉他在推動香港高等教育發展方面的表現，以及在金融和政商界方面的深重地位，使他先後獲得多家本地和海外高等院校頒授榮譽博士學位。其中，曾向他頒授榮譽博士學位的本地高等院校包括香港中文大學、香港大學、香港城市理工學院（香港城市大學前身）、香港理工學院、香港浸會學院（香港浸會大學前身）、以及香港公開進修學院等。

### 晚年生涯
晚年的利國偉積極參與慈善事業，他除了與妻子利易海倫共同成立以他們的名字命名的偉倫基金會，並自任主席外；還於1994年與恒生銀行元老何善衡、梁銶琚和何添共同成立以四人姓氏命名的何梁何利基金，兩個基金都以推動香港、中國大陸和海外的學術發展為宗旨。他歷年來又對家鄉五邑捐款達2.2億港元，當中祖居地開平佔上近1.5億元人民幣。
2002年2月，利國偉因中風被送入瑪麗醫院，一度在深切治療部留醫；他後來雖然出院，但身體健康卻是每況愈下，出入都要依賴輪椅代步。儘管如此，他仍舊偶爾在家人陪同下出席公開場合，其後還於2007年立法會補選期間，與妻子聯名向曾任政務司司長的泛民主派候選人陳方安生捐出25萬港元助選。2012年，利國偉應邀到亞洲協會香港中心新會址參觀，這也是他最後一次出席公開場合。
2013年8月10日，中風多年的利國偉在沙田威爾斯親王醫院以95歲高齡病逝，時任行政長官梁振英、財政司司長曾俊華、金融管理局總裁陳德霖、前任總裁任志剛和香港交易所主席周松崗爵士等均發聲明致哀，而恒生銀行更由8月13日起一連三日全線下半旗哀悼。利國偉身後，遺屬於8月21日在香港殯儀館設靈，到場致悼的知名人士包括前任澳門行政長官何厚鏵、長和系主席李嘉誠爵士、東亞銀行主席李國寶爵士、前布政司鍾逸傑爵士、前政務司司長陳方安生、前行政局召集人王䓪鳴女爵士、全國人大常委范徐麗泰、以及多名現任和前任滙豐銀行和恒生銀行高層等各界人士，合共約1,400人出席。曾為何梁何利基金主持頒獎禮的前任中國國務院總理朱鎔基雖然未有親身出席，但也有致送花圈。
利國偉的靈柩在2013年8月22日出殯，同日恒生銀行、港交所及希慎興業三家企業再一次下半旗致哀。出殯儀式首先由前香港最高法院首席大法官楊鐵樑爵士宣讀其生平事略，隨後再由香港首任行政長官董建華、已屆95歲高齡的行政會議前召集人鍾士元爵士、滙豐控股前主席浦偉士爵士、金管局前總裁任志剛、楊鐵樑爵士、前行政立法兩局議員羅保爵士、港交所主席周松崗爵士、恒生銀行副董事長李慧敏、已故恒生銀行前董事長何善衡之子何子樑醫生、以及香港中文大學校長沈祖堯教授10人扶靈。10人之中有五人與利國偉一樣都擁有爵士頭銜，擁有大紫荊勳章的也有五人。悼念儀式過後，利國偉的遺體旋於同日移奉往哥連臣角火葬場火化，家屬籌得帛金則撥捐香港復康會利國偉日間復康護理中心。

## 人物描寫
利國偉雖然出身大家族，但他憑藉自己的努力，從「紅褲子」出身，由低做起，結果得到恒生銀行高層何善衡和何添等賞識，從此拾級而上，並屢屢獲委以重任。在多年的銀行和公職生涯中，他面對過多場危機，但均由他一一化解，當中包括在1965年臨危受命，成功與匯豐銀行達成收購恒生銀行的協議，使恒生銀行避過結業倒閉的命運；1983年香港前途談判期間，港元幣值急跌，財政司彭勵治爵士在他的協助下得以在短時間內宣佈推出聯繫匯率制度穩住民心；翌年，他又先後奔走北京和英國，向兩國領導人表達香港人對香港前途的立場；1988年，他獲指派空降被指千瘡百孔的香港聯合交易所，對聯交所展開大刀闊斧的改革；同一年，儘管同時身兼教育統籌委員會主席和香港中文大學校董會主席兩個被指互有衝突的公職，但他設法平衡各方利益，成功在一遍爭議聲中落實港府提出中文大學「四改三」的方案。
利國偉本身沒有接受大學教育或出國留學，只有中學學歷的他算不上是高學歷人士。不過，憑藉個人成就，他不單歷任恒生銀行董事長、行政立法兩局議員、聯交所主席和金融管理局外匯基金諮詢委員會委員等重要職務，而且還擔任過中文大學校董會主席、港府教育委員會主席、教統會主席和香港大學校董等與教育相關的公職，負責統籌香港的高等教育規劃，在香港殖民地時代的政商界和教育界均享有深重的地位。也正正是這個原因，他先後獲中文大學和香港大學等多家海內外專上院校頒授榮譽博士學位，以資肯定；他與簡悅強爵士、鍾士元爵士和張奧偉爵士等人也是在七、八十年代少有獲英廷冊封爵士的華人，作為對他多年來在公職方面表現的嘉許。
名成利就的利國偉也時刻不忘何善衡和何添等的提攜，並常以何善衡的教導「話到口中留半句，理從是處讓三分」為座右銘之一，強調「雖然認為自己是對的，亦切勿強將意見加於別人」。晚年的利國偉還與恒生元老組成何梁何利基金，再加上自己的偉倫基金會，致力行善，香港和海外多家教育機構，均曾得到有關基金會的捐助。利國偉身後得到輿論的普遍讚揚，時任行政長官梁振英認為他「貢獻良多」，在多個範疇「作出卓越貢獻」；時任財政司司長曾俊華認為他「不但對香港銀行業和金融業的發展影響深遠，貢獻良多，在推動教育等社會公益事業方面，也不遺餘力，恩澤社群」；在教育統籌司任內曾與利國偉共事的前公務員事務局局長王永平，則讚揚他是「港人典範」，且「當之無愧」。

## 個人生活
利國偉在1947年娶易海倫（Helen Hoi-lun Yick）為妻，兩人育有兩子兩女，分別名利永立、利永志、利劍虹和利宛虹。利永立和利永志分別在1971年和1973年畢業於英國蘇格蘭聖安德魯斯大學，惟利永立於1988年因心臟病逝世。為紀念亡兒，利國偉夫婦在1989年向聖安德魯斯大學捐款，為他曾入讀的電腦科學院設立利永立電腦實驗室（Philip Lee Computing Lab），兩人後來更親身前赴校園出席實驗室的開幕儀式。
利國偉的興趣包括收集古玩、研究中國哲學和書法，他生前也是香港賽馬會名譽遴選會員，曾經擁有馬匹「長春樹」、「蘋果樹」、「金蘋果」和「大蘋果」等。另外，利國偉的其中一名外甥陸觀豪同樣曾在恒生銀行擔任要職，他在1994年至2004年擔任該行董事兼副行政總裁，並曾於1991年至1995年擔任立法局委任議員。

## 榮譽

### 殊勳
- 以下列出榮譽全稱及縮寫：^ 
  - 非官守太平紳士（J.P.） （1964年11月20日[11]）
  - 英帝國官佐勳章（O.B.E.） （1969年英女皇壽辰授勳名單[42]）
  - 特許銀行家學會院士（F.C.I.B.） （英國，1972年[12]）
  - 英帝國司令勳章（C.B.E.） （1977年元旦授勳名單[43]）
  - 下級勳位爵士（Kt.） （1988年英女皇壽辰授勳名單[44]）
  - 愛丁堡皇家內科醫學院榮譽院士（F.R.C.P.E.（Hon.）） （英國，1993年[12]）
  - 開平市榮譽市民 （1993年3月[2]）
  - 廣州市榮譽市民 （1993年7月[2]）
  - 香港心臟專科學院榮譽院士（F.H.K.C.C.（Hon.）） （1995年[12]）
  - 香港內科醫學院榮譽院士（F.H.K.C.P.（Hon.）） （1996年[5]）
  - 大紫荊勳章（G.B.M.） （1997年7月2日[35]）
  - 香港證券及投資學會榮譽會員（F.H.K.S.I.（Hon.）） （2006年[77]）

### 榮譽學位
- 法學博士[5]
  - 香港中文大學 （1972年）
  - 侯城大學 （英國，1985年）
  - 伯明翰大學 （英國，1989年）
  - 香港大學 （1990年）
- 工商管理學博士[5]
  - 香港城市理工學院 （1990年）
  - 香港理工學院 （1992年）
  - 香港浸會學院 （1993年）
  - 香港公開進修學院 （1995年）
- 文學博士[5]
  - 倫敦市政廳大學 （英國，1993年）
- 博士學位[5]
  - 清華大學 （北京，1995年）
- 榮譽院士[12]
  - 牛津大學聖侯斯學院 （英國，1991年）

### 以他命名的事物

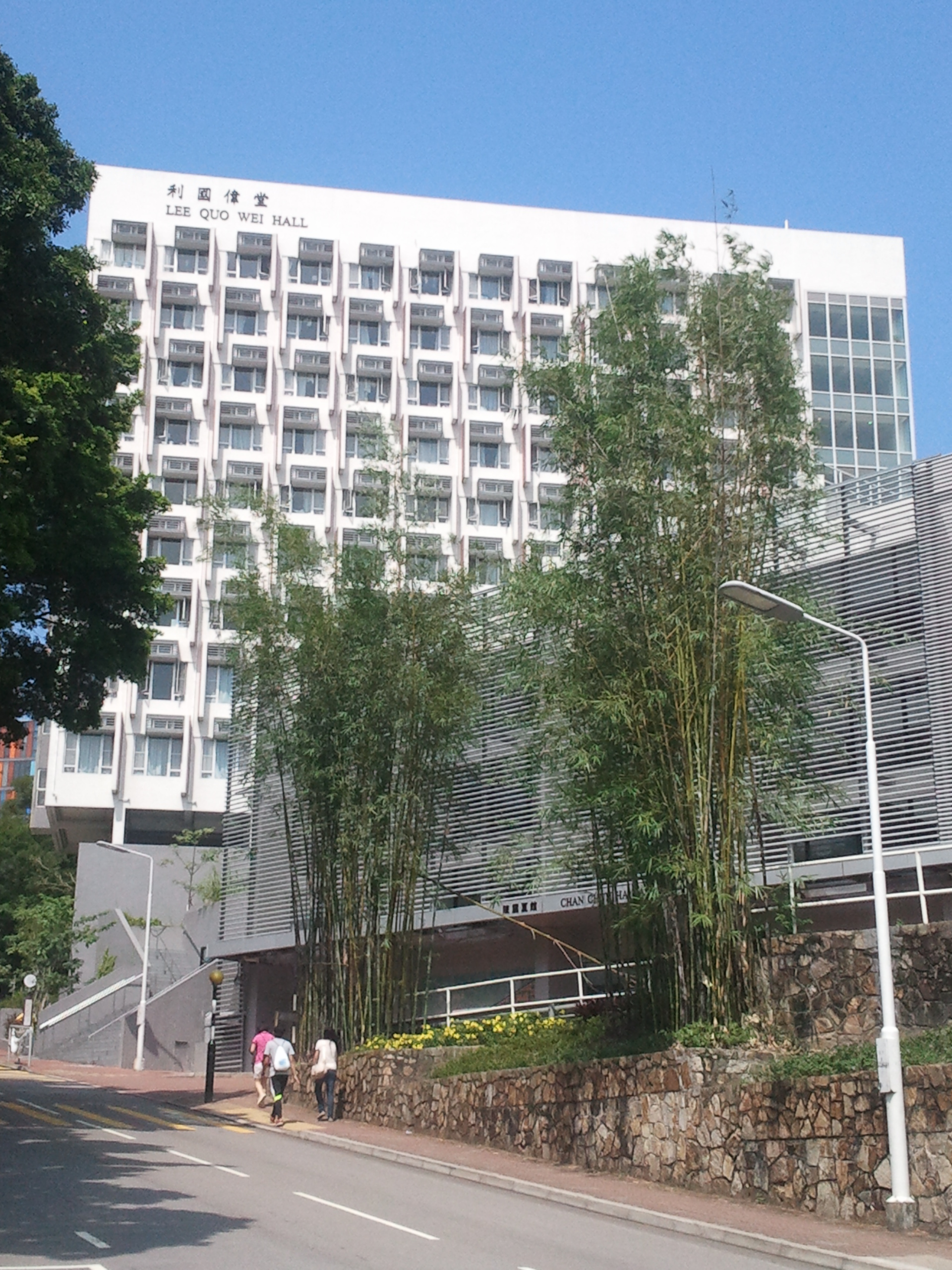
香港中文大學善衡書院利國偉堂

- 偉倫基金會：由利國偉及妻子利易海倫創立，名稱以兩人的名字組成，從事慈善公益。[61]
- 何梁何利基金：由何善衡、梁銶琚、何添和利國偉四人於1994年成立，名稱以四人的姓氏組成，從事慈善公益。[48]
- 偉倫堂：位於香港薄扶林沙宣道，香港大學學生宿舍。[78]
- 偉倫樓：位於北京清華大學經管學院，1995年奠基，1997年落成啟用。[79]
- 利國偉爵士金融研究生獎（Sir Quo-wei Lee Postgraduate Prize in Finance）：1997年設於英國蘇格蘭聖安德魯斯大學。[74]
- 利國偉法律圖書館：位於香港中文大學，2007年啟用冠名。[3]
- 利國偉日間復康護理中心：隸屬於香港復康會，2010年啟用。[61]
- 利國偉堂：位於香港中文大學善衡書院，2011年啟用。[48]
- 利國偉堂：位於香港李寶椿聯合世界書院，2011年啟用。[80]
- 利國偉心血管治療中心：位於香港沙田威爾斯親王醫院，2012年4月揭幕。[81]
- 利國偉廳：位於亞洲協會香港中心，2012年啟用。[60]
- 利國偉中大金禧獎學基金：2012年設於香港中文大學。[82]
- 利國偉教學大樓：位於恒生管理學院，2013年9月2日落成啟用。[83]
- 聖公會偉倫小學
- 聖約翰學院利國偉爵士獎學金（St. John's College Sir Quo-wei Lee Fellowship）：設於加拿大英屬哥倫比亞大學聖約翰學院。[84]

## 注腳
1. ↑  香港議員名人錄編輯委員會 (编). . 新報. 1984: 36.
2. 1 2 3 4  〈香港大紫荊勳賢、開平市榮譽市民利國偉先生逝世〉（2013年8月13日）
3. 1 2 3 4 5 6 7 8 9 10 11 12 13 14 15 16 17 18 19 20 21  〈恒生元老逝世：銀行教父利國偉叱咤政經半世紀〉（2013年8月13日）
4. 1 2 3  譚天星; 常正 (编).  1. 長征出版社. 1998: 202.
5. 1 2 3 4 5 6 7 8 9 10 11 12 13 14 15  "LEE, Quo-wei, The Honourable, GBM" (1998), p. 211.
6. 1 2 3 4  〈利國偉令尊利樹培逝世〉（1964年10月7日）
7. 1 2 3 4 5 6  藍潮（1997年），頁549至550。
8. 1 2 3  〈訃文〉（2013年8月21日）
9. ↑  〈訃文〉（1964年10月7日）
10. 1 2 3 4 5 6 7 8 9 10 11 12 13 14 15 16 17 18  "Sir Quo Wei LEE" (1990)
11. 1 2 3 4 5  岑維休（1975年）
12. 1 2 3 4 5 6 7 8 9 10 11 12 13 14  〈利國偉與中大一起走過的日子〉（1996年3月）
13. 1 2 3 4 5 6 7 8 9 10 11  馮邦彥（2002年）
14. 1 2 3 4 5 6 7 8  〈重要里程1933至2013年〉（造訪於2013年8月26日）
15. 1 2 3  "Tim HO" (1999)
16. 1 2  〈恒生銀行董事長錢果豐博士之聲明〉（2013年8月12日）
17. 1 2 3 4 5  〈恒生銀行宣布利國偉博士及何添博士退任該行董事〉（2004年4月22日）
18. 1 2  Annual Report 1996 (1996)
19. 1 2  〈一日內促成滙豐買恒生〉（2013年8月13日）
20. ↑  〈參加國際貿易展覽，本港貿易團長利國偉抵雪梨〉（1965年10月13日）
21. ↑  〈鍾士元、王澤森、利國偉、夏理士奉委任立法局議員〉（1968年6月27日）
22. ↑  〈中文列為官方語言可減少不必要麻煩〉（1970年8月23日）
23. ↑  〈利國偉議員籲請政府向英尋求適當保障，使儲備金減少損失〉（1973年3月16日）
24. ↑  《中大通訊》第26期（1990年4月），頁2。
25. ↑  鍾士元（2001年），頁70。
26. ↑  鍾士元（2001年），頁70至71。
27. 1 2  鍾士元（2001年），頁72。
28. ↑  鍾士元（2001年），頁72至73。
29. ↑  鍾士元（2001年），頁73。
30. 1 2 3 4  鍾士元（2001年），頁76至77。
31. ↑  鍾士元（2001年），頁90至91。
32. ↑  鍾士元（2001年），頁93至94。
33. ↑  鍾士元（2001年），頁94。
34. ↑  蔡貞停（1996年7月21日）
35. 1 2 3  鍾士元（2001年），頁217。
36. 1 2  〈銀行界教父利國偉爵士辭世〉（2013年8月13日）
37. 1 2 3  鍾士元（2001年），頁181。
38. 1 2 3 4 5 6  〈利國偉昏迷時仍心繫香港，袁天凡：每次講港事他眼有反應〉（2013年8月14日）
39. ↑  Annual Report 1993 (1994), pp. 11-15.
40. ↑  Annual Report 1993 (1994), p. 2.
41. ↑  Annual Report 1995 (1996), p. 3.
42. 1 2  "Supplement to Issue 44863[]", London Gazette, 6 June 1969, p. 20.
43. 1 2  "Supplement to Issue 47102 （页面存档备份，存于）", London Gazette, 30 December 1976, p. 18.
44. 1 2  "Supplement to Issue 51365", London Gazette, 10 June 1988, p. 2.
45. 1 2 3 4  《中文大學校刊》一九八三年第四期（1983年），頁12。
46. 1 2  香港中文大學校刊]》特刊（1972年11月），頁5。
47. ↑  《中大通訊》第114期（1997年10月19日），附頁。
48. 1 2 3 4 5 6 7 8  〈協助改革教育制度〉（2013年8月13日）
49. ↑  《中大通訊》第61期（1994年12月），頁2。
50. 1 2  〈教育委員會主席利國偉表示支持教署措施，但不贊成解僱十六教師〉（1978年5月16日）
51. ↑  《香港教育制度全面檢討》（1981年6月）
52. 1 2 3 4  《香港教育透視：國際顧問團報告（1982年11月）。
53. ↑  《教育統籌委員會第二號報告書》（1986年8月）
54. 1 2 3 4 5 6 7 8 9 10 11 12 13 14 15 16  〈那些年－－我們一起經歷過的四改三〉（2012年7月30日）
55. 1 2 3  〈推中大「四改三」被斥無捍衞自主權〉（2013年8月14日）
56. 1 2 3 4  〈大學學制政治經濟學〉（1997年1月）
57. ↑  高錕（1993年），頁2及4。
58. 1 2 3  "In Memoriam of the Hon Sir Quo-Wei Lee GBM JP" (2013)
59. ↑  〈亞洲協會香港中心宣佈委任行政總監〉（2012年9月25日）
60. 1 2 3 4  "In Memoriam: Dr. the Hon. Lee Quo-Wei, Honorary Life Trustee of Asia Society and Founding Chairman of Asia Society Hong Kong Center" (16 August 2013)
61. 1 2 3  〈送別利國偉不設治喪委員會〉（2013年8月15日）
62. ↑  "Banker Lee Quo-wei in intensive care" (12 February 2002)
63. ↑  〈中英談判晤鄧小平〉（2013年8月13日）
64. 1 2  〈行政長官哀悼利國偉博士逝世〉（2013年8月12日）
65. ↑  〈香港金融管理局總裁對利國偉博士辭世表示哀悼〉（2013年8月12日）
66. ↑  〈任志剛：最尊敬的金融前輩〉（2013年8月13日）
67. 1 2  〈財政司司長對利國偉博士離世深表哀悼〉（2013年8月12日）
68. ↑  〈利家下周三設靈　恒生下半旗致哀〉（2013年8月14日）
69. 1 2  〈葬禮規格與恒生元老看齊，政經猛人祭利國偉〉（2013年8月22日）
70. 1 2  〈10位名人扶靈，楊官今致悼辭〉（2013年8月22日）
71. 1 2 3 4 5  〈蘋論︰利國偉臨危受命　恒生升值二千多倍〉（2013年8月20日）
72. ↑  王永平（2013年8月26日）
73. ↑  〈傳奇銀行家利國偉辭世 享年95歲〉（2013年8月13日）
74. 1 2 3  "Memorial Prizes" (retrieved on 26 August 2013)
75. ↑  〈香港賽馬會名譽遴選會員(N)名單〉（造訪於2013年8月26日）
76. ↑  陸觀豪不穿禮服的婚禮（2002年3月21日）
77. ↑  〈榮譽會員／資深會員〉（造訪於2013年8月26日）
78. ↑  "Introduction of Wei Lun Hall" (retrieved on 26 August 2013)
79. ↑  〈女讚偉大、母拭淚〉（2013年8月23日）
80. ↑  "Assembly Hall Opening 2011" (11 February 2011)
81. ↑  〈中大威爾斯親王醫院利國偉心血管治療中心正式開幕：配備先進設備及專業技術，服務全港心血管病患者〉（2012年4月2日）
82. ↑  《中大通訊》第405期（2012年10月19日），頁4。
83. ↑  〈校園及設施〉（造訪於2017年10月15日）
84. ↑  "CRITERIA-BASED AFFILIATED FELLOWSHIPS" (24 August 2012)

### 中文資料
- 〈訃文〉，《工商日報》第五頁，1964年10月7日。
- 〈利國偉令尊利樹培逝世〉，《工商日報》第六頁，1964年10月7日。
- 〈參加國際貿易展覽，本港貿易團長利國偉抵雪梨〉，《工商日報》第五頁，1965年10月13日。
- 〈鍾士元、王澤森、利國偉、夏理士奉委任立法局議員〉，《工商日報》第五頁，1968年6月27日。
- 〈中文列為官方語言可減少不必要麻煩〉，《工商日報》第五頁，1970年8月23日。
- 《香港中文大學校刊（页面存档备份，存于）》特刊。香港：香港中文大學，1972年11月。
- 〈利國偉議員籲請政府向英尋求適當保障，使儲備金減少損失〉，《工商日報》第十一頁，1973年3月16日。
- 岑維休主編，《香港年鑑》。香港：華僑日報，1975年。
- 〈教育委員會主席利國偉表示支持教署措施，但不贊成解僱十六教師〉，《工商日報》第一頁，1978年5月16日。
- 《香港教育制度全面檢討（页面存档备份，存于）》。香港：香港政府布政司署，1981年6月。
- 《香港教育透視：國際顧問團報告書（页面存档备份，存于）》。香港：香港政府，1982年11月。
- 《中文大學校刊（页面存档备份，存于）》一九八三年第四期。香港：香港中文大學，1983年。
- 《教育統籌委員會第二號報告書（页面存档备份，存于）》。香港：政府印務局，1986年8月。
- 《中大通訊（页面存档备份，存于）》第26期。香港：香港中文大學，1992年1月。
- 高錕著，《校長報告書：1990-1993（页面存档备份，存于）》。香港：香港中文大學，1993年。
- 《中大通訊（页面存档备份，存于）》第61期。香港：香港中文大學，1994年12月。
- 〈利國偉與中大一起走過的日子（页面存档备份，存于）〉，《中大校友》第五期。香港：香港中文大學校友事務處，1996年3月。
- 蔡貞停編導，〈霧裡看花〉，《鏗鏘集》，香港：香港電台，1996年7月21日。
- 藍潮著，《香港商戰風雲錄》。香港：名流出版社，1997年。
- 〈大學學制政治經濟學（页面存档备份，存于）〉，《大學線》第十一期。香港：香港中文大學新聞與傳播學院，1997年1月。
- 《中大通訊（页面存档备份，存于）》第114期。香港：香港中文大學，1997年10月19日。
- 鍾士元爵士著，《香港回歸歷程－鍾士元回憶錄》。香港：中文大學出版社，2001年。
- 馮邦彥著，《香港金融業百年》。香港：三聯書店（香港），2002年。
- 〈陸觀豪不穿禮服的婚禮（页面存档备份，存于）〉，《蘋果日報》，2002年3月21日。
- 〈恒生銀行宣布利國偉博士及何添博士退任該行董事（页面存档备份，存于）〉，《新聞稿》。香港：恒生銀行，2004年4月22日。
- 〈中大威爾斯親王醫院利國偉心血管治療中心正式開幕：配備先進設備及專業技術，服務全港心血管病患者（页面存档备份，存于）〉。香港：香港中文大學傳訊及公共關係處，2012年4月2日。
- 〈那些年－－我們一起經歷過的四改三（页面存档备份，存于）〉，《中大學生報》，2012年7月30日。
- 〈亞洲協會香港中心宣佈委任行政總監（页面存档备份，存于）〉。香港：亞洲協會香港中心，2012年9月25日。
- 《中大通訊（页面存档备份，存于）》第405期。香港：香港中文大學，2012年10月19日。
- 〈行政長官哀悼利國偉博士逝世（页面存档备份，存于）〉，《新聞公報》。香港：政府新聞處，2013年8月12日。
- 〈財政司司長對利國偉博士離世深表哀悼（页面存档备份，存于）〉，《新聞公報》。香港：政府新聞處，2013年8月12日。
- 〈香港金融管理局總裁對利國偉博士辭世表示哀悼（页面存档备份，存于）〉，《新聞公報》。香港：政府新聞處，2013年8月12日。
- 〈恒生銀行董事長錢果豐博士之聲明（页面存档备份，存于）〉，《新聞稿》。香港：恒生銀行，2013年8月12日。
- 〈銀行界教父利國偉爵士辭世（页面存档备份，存于）〉，《蘋果日報》，2013年8月13日。
- 〈恒生元老逝世：銀行教父利國偉叱咤政經半世紀（页面存档备份，存于）〉，《蘋果日報》，2013年8月13日。
- 〈一日內促成匯豐買恒生（页面存档备份，存于）〉，《蘋果日報》，2013年8月13日。
- 〈中英談判晤鄧小平（页面存档备份，存于）〉，《蘋果日報》，2013年8月13日。
- 〈任志剛：最尊敬的金融前輩（页面存档备份，存于）〉，《蘋果日報》，2013年8月13日。
- 〈協助改革教育制度（页面存档备份，存于）〉，《蘋果日報》，2013年8月13日。
- 〈傳奇銀行家利國偉辭世 享年95歲（页面存档备份，存于）〉，《東方日報》，2013年8月13日。
- 〈香港大紫荊勳賢、開平市榮譽市民利國偉先生逝世（页面存档备份，存于）〉，《嶺南僑鄉》。廣東：廣東省僑聯，2013年8月13日。
- 〈利國偉昏迷時仍心繫香港，袁天凡：每次講港事他眼有反應〉，《蘋果日報》，2013年8月14日。
- 〈利家下周三設靈　恒生下半旗致哀（页面存档备份，存于）〉，《蘋果日報》，2013年8月14日。
- 〈推中大「四改三」被斥無捍衞自主權（页面存档备份，存于）〉，《蘋果日報》，2013年8月14日。
- 〈送別利國偉不設治喪委員會（页面存档备份，存于）〉，《蘋果日報》，2013年8月15日。
- 〈蘋論︰利國偉臨危受命　恒生升值二千多倍（页面存档备份，存于）〉，《蘋果日報》，2013年8月20日。
- 〈訃文〉，《蘋果日報》，2013年8月21日。
- 〈葬禮規格與恒生元老看齊，政經猛人祭利國偉（页面存档备份，存于）〉，《蘋果日報》，2013年8月22日。
- 〈10位名人扶靈，楊官今致悼辭（页面存档备份，存于）〉，《蘋果日報》，2013年8月22日。
- 〈女讚偉大、母拭淚（页面存档备份，存于）〉，《蘋果日報》，2013年8月23日。
- 王永平撰，〈指點天下（页面存档备份，存于）〉，《am730》，2013年8月26日。
- 〈重要里程1933至2013年（页面存档备份，存于）〉。香港：恒生銀行，造訪於2013年8月26日。
- 〈榮譽會員／資深會員（页面存档备份，存于）〉。香港：香港證券及投資學會，造訪於2013年8月26日。
- 〈香港賽馬會名譽遴選會員(N)名單（页面存档备份，存于）〉。香港：香港賽馬會，造訪於2013年8月26日。
- 〈校園及設施（页面存档备份，存于）〉。香港：恒生管理學院，造訪於2017年10月15日。

### 英文資料
- "Sir Quo Wei LEE", The Honorary Graduates. Hong Kong: the University of Hong Kong, 1990.
- Annual Report 1993. Hong Kong: Hong Kong Monetary Authority, 1994.
- Annual Report 1996（页面存档备份，存于）. Hong Kong: The Kowloon Motor Bus Holdings Limited, 1996.
- Annual Report 1995. Hong Kong: Hong Kong Monetary Authority, 1996.
- "LEE, Quo-wei, The Honourable, GBM", Who's Who of the Asian Pacific Rim Vol. 6. Barons Who's Who, 1998.
- "Tim HO", The Honorary Graduates. Hong Kong: the University of Hong Kong, 1999.
- "Banker Lee Quo-wei in intensive care（页面存档备份，存于）", The South China Morning Post, 12 February 2002.
- "Assembly Hall Opening 2011", USTREAM, 11 February 2011.
- "CRITERIA-BASED AFFILIATED FELLOWSHIPS（页面存档备份，存于）". Canada: The University of British Columbia, 24 August 2012.
- "In Memoriam of the Hon Sir Quo-Wei Lee GBM JP". Hong Kong: Li Po Chun United World College, 2013.
- "In Memoriam: Dr. the Hon. Lee Quo-Wei, Honorary Life Trustee of Asia Society and Founding Chairman of Asia Society Hong Kong Center（页面存档备份，存于）". Hong Kong: Asia Society Hong Kong Center, 16 August 2013.
- "Memorial Prizes[永久]". UK: University of St Andrews, retrieved on 26 August 2013.
- "Introduction of Wei Lun Hall（页面存档备份，存于）". Hong Kong: Wei Lun Hall, the University of Hong Kong, retrieved on 26 August 2013.

## 外部連結
- 香港史上一位偉人，香港中文大學校長網誌（2013年10月17日）
- 軫懷碩彥：我們永遠懷念利國偉爵士（页面存档备份，存于），香港中文大學（2013年8月16日）
- 壹號頭條：縱橫政經半世紀緬懷利國偉（页面存档备份，存于），壹周刊（2013年8月15日）
- St Hugh's mourns loss of Honorary Fellow The Hon Sir QW Lee CBE, St Hugh's College, Oxford (23 August 2013)

| 商界職務            | 商界職務                                       | 商界職務              |
| ------------------- | ---------------------------------------------- | --------------------- |
| 前任者： 何添       | 恒生銀行總經理 1967年–1987年                   | 繼任者： 歐肇基       |
| 前任者： 何善衡     | 恒生銀行董事長 1983年–1997年                   | 繼任者： 艾爾敦       |
| 官衔                |                                                |                       |
| 前任者： 胡百全議員 | 教育委員會主席 1976年–1983年                   | 繼任者： 王澤長議員   |
| 前任者： 新創設     | 教育統籌委員會主席 1984年–1989年               | 繼任者： 范徐麗泰議員 |
| 前任者： 冼祖昭     | 香港聯合交易所主席 1988年–1991年               | 繼任者： 李業廣       |
| 其他職務            |                                                |                       |
| 前任： 新創設       | 亞洲協會香港中心主席 1990年–1994年             | 繼任： 陳啟宗         |
| 學術機關職務        |                                                |                       |
| 前任： 簡悅強爵士   | 香港中文大學校董會主席 1982年–1997年           | 繼任： 利漢釗         |
| 前任： 新創設       | 香港李寶椿聯合世界書院校董會主席 1992年–2000年 | 繼任： 李越挺         |